# Victor Delecourt
Victor Humbert Joseph Hubert Delecourt (Bergen, 4 mei 1806 – Elsene, 15 of 16 november 1853) was een Belgisch jurist en taalkundige. Hij werd advocaat en journalist te Bergen, waar hij met zijn broer Charles het dagblad L'Observateur du Hainaut uitgaf, en nadien rechter te Brussel. Hoewel geboren Waal, nam hij actief deel aan de ontluikende Vlaamse Beweging. Hij sprak te Brussel voor het eerst een vonnis in het Nederlands uit en richtte het pangermaans tijdschrift De Broederhand (1845–1847) op. Hij kwam op voor een grotendeels op het Middelnederlands gebaseerde gemeenschappelijke ‘Nederduitse’ cultuurtaal voor het gehele gebied tussen Duinkerke en Koningsbergen en was een voorloper van de Dietse Beweging. Hij schreef onder de schuilnaam Hubert van den Hove.

## Werken
- Essai sur la théorie des impôts considérée sous le double rapport de l’économie politique et du droit public (1828)
- Wandeling op de Maes (1841)
- La langue flamande, son passé et son avenir. Project d’une orthographe commune aux peuples des Pays-Bas et de la Basse-Allemagne. Avec une carte des divers territoires où l’on parle le nederduitsch (1844)
- Over den nadruk van fransche boeken in Belgien, synen schadeliken invloed, en de gemakkelikheid syner afschaffing (1846)
- De verbuigingen der oud-, middel- en nieuw-Neder-Duitsche sprake. Brief aan Prof. Bormans (1850)
- Proeve van een Brabandsch idioticon (1850; m. K. Stallaert)
- Het uithangbord, blijspel met zang, uit het Deensch van Oehlenschläger (1851)

## Biografieën over Victor Delecourt
- Jaarboek van de Maatschappij der Nederlandse Letterkunde 1803-1900
- Jaarboek van de Maatschappij der Nederlandse Letterkunde, 1854 (1854)
- F. Jos. van den Branden en J.G. Frederiks, Biographisch woordenboek der Noord- en Zuid-Nederlandsche letterkunde (1888-1891)